# Conidiobolus obscurus
Conidiobolus obscurus är en svampart som först beskrevs av I.M. Hall & P.H. Dunn, och fick sitt nu gällande namn av Remaud. & S. Keller 1980. Conidiobolus obscurus ingår i släktet Conidiobolus och familjen Ancylistaceae.   Inga underarter finns listade i Catalogue of Life.